# Ševnica
Ševnica – wieś w Słowenii, w gminie Mirna. W 2018 roku liczyła 67 mieszkańców.